# 六法やぶれクン
『六法やぶれクン』（ろっぽうやぶれクン）は、佐賀潜の『民法入門』を原作としたテレビアニメ。

## ストーリー
様々なトラブルに巻き込まれる六法クンの日常を通し、生活に関する法律の知識を紹介する。

## テレビアニメ

### 概要
1969年4月28日から9月26日まで名古屋放送製作・日本テレビ系列で放送。全110話。放送時間は23時10分 - 23時15分。
在名テレビ局が初めて自社製作したアニメであり、キー局以外の放送局が制作した初の深夜アニメでもある。
サブタイトルはすべて六法の条文に基づいて付けられた。ヨハン・ゼバスティアン・バッハのトッカータとフーガニ短調のメロディーに合わせて法律条文が示されるという、当時としては画期的な表現が用いられていた。
本作の放送終了後、名古屋テレビ製作のアニメは1977年に放送された『無敵超人ザンボット3』（テレビ朝日系列）まで8年間存在しなかった。また、深夜帯のアニメ放送自体も20年近く途絶えたが、1986年の『ハートカクテル』（日本テレビ制作）から徐々に復活し、1990年代にテレビ各局で定着することとなる。
なお、2014年8月2日にはトムス・エンタテインメント50周年を記念したアニマックスの特別番組『TMSアニメ50年のDNA』において、第4話「家出して3年間居場所を知らせないと離婚される」が原版をアップデートしたうえで放映されている。

### キャスト
- 六法やぶれ：富山敬、愛川欽也（代役[5]）
- ナレーター：仲村秀生
- 条文朗読：千葉耕一

### スタッフ
- 原作・監修：佐賀潜（カッパ・ビジネス「法律入門シリーズ」より）
- 演出：岡部英二
- 作画監督：北原健雄
- 美術監督：小林七郎
- 音楽：小山恭弘
- 製作：名古屋テレビ、東京ムービー

### 主題歌
「六法やぶれクンのテーマ」
作詞 - 東京ムービー企画部 / 作曲 - 小山恭弘

### 各話リスト
| 放送日         | 話数 | サブタイトル                                               | 脚本     |
| -------------- | ---- | ---------------------------------------------------------- | -------- |
| 1969年 4月28日 | 1    | 妻の浮気でできた子も夫の子と推定される                     | 辻真先   |
| 4月29日        | 2    | 借金をからだで返済できない                                 | 若林一郎 |
| 4月30日        | 3    | 「妻と別れて結婚する」という約束は無効である               | 岡本欣三 |
| 5月1日         | 4    | 家出して3年間居場所を知らせないと離婚される                | 岡本欣三 |
| 5月2日         | 5    | 賭けマージャンの借金は払わなくていい                       | 岡本欣三 |
| 5月5日         | 6    | 貞操は妻だけが守るものではない                             | 岡本欣三 |
| 5月6日         | 7    | 妻が勝手に買った宝石代金は夫に支払う責任がない             | 松元力   |
| 5月7日         | 8    | 他人の名でラブレターを出すと３年以下の懲役になる           | 山崎晴哉 |
| 5月8日         | 9    | 家を買ったらフスマやタタミは勝手に処分できない             | 吉田喜昭 |
| 5月9日         | 10   | ダイヤをやった女性が蒸発したら贈った男性に贈与税がかかる   | 山崎晴哉 |
| 5月12日        | 11   | 人妻との浮気がばれたら夫に損害賠償しなければならない       | 松元力   |
| 5月13日        | 12   | 身投げを助けたらぬれた着物は弁償してもらえる               | 吉田喜昭 |
| 5月14日        | 13   | 結婚式の仲人はいつでも取りかえられる                       | 吉田喜昭 |
| 5月15日        | 14   | 「きみの婚約者は処女ではない」といったら名誉毀損になる     | 松元力   |
| 5月16日        | 15   | 勝手に肩代わりした再建は払わなくていい                     | 松元力   |
| 5月19日        | 16   | 相手がなぐりかかってきたらなぐりかえしてケガさせてもよい   | 松元力   |
| 5月20日        | 17   | 夜のいとなみを拒否する妻は離婚される                       | 岡本欣三 |
| 5月21日        | 18   | ダイヤを買ってやると口約束しても実行する必要はない         | 松元力   |
| 5月22日        | 19   | 借金が遺産より多いときは死後３ヶ月以内なら相続を放棄できる | 吉田秀子 |
| 5月23日        | 20   | バーのつけは１年たったら払わなくてもよい                   | 松元力   |
| 5月26日        | 21   | 盗まれた通帳で払い出されても銀行に文句は云えない           | 伊東恒久 |
| 5月27日        | 22   | 妻に財産を与える約束はいつでも取り消せる                   | 松元力   |
| 5月28日        | 23   | 友達にケンカをそそのかしたら自分はなぐられても責任がある   | 岡本欣三 |
| 5月29日        | 24   | うっかり抵当権つきの土地を買うと二十に代金を払わされる     | 松元力   |
| 5月30日        | 25   | 夫に愛人がいたら夫の方から離婚を請求できない               | 伊東恒久 |
| 6月2日         | 26   | 金を返してくれない相手をでもなぐれば損害賠償をとられる     | 岡本欣三 |
| 6月3日         | 27   | 勝手に家を出た妻に仕送りする必要はない                     | 伊東恒久 |
| 6月4日         | 28   | 婚約を解消されたら結納金を返してもらえる                   | 松元力   |
| 6月5日         | 29   | 「お帰りください」と云われて、帰らないと不退去罪になる     | 吉田喜昭 |
| 6月6日         | 30   | 妻のへそくりは夫が半分使ってよい                           | 辻真先   |
| 6月9日         | 31   | 泥棒に目的の家を教えたら窃盗幇助罪になる                   | 吉田喜昭 |
| 6月10日        | 32   | 妻が精神病になったら離婚できる                             | 岡本欣三 |
| 6月11日        | 33   | うっかり借金の保証人になると一生貧乏する                   | 草川隆   |
| 6月12日        | 34   | 人を呪い殺そうとしても罪にならない                         | 草川隆   |
| 6月13日        | 35   | 家へ帰らなくても仕送りしていれば離婚されない               | 岡本欣三 |
| 6月16日        | 36   | 利率を決めない借金は年五分の利息である                     | 大町繁   |
| 6月17日        | 37   | 隣室のむつごとはどんな大声でも木は云えない                 | 吉田秀子 |
| 6月18日        | 38   | 死ぬ前に全財産を使い果たしても相続人は文句は云えない       | 吉田喜昭 |
| 6月19日        | 39   | 賭け麻雀を半年間に20回以上やると賭博常習犯になる           | 吉田喜昭 |
| 6月20日        | 40   | 持ち主のない品物は拾った人の物になる                       | 辻真先   |
| 6月23日        | 41   | 子供が他人に損害を与えたら親に責任がある                   | 草川隆   |
| 6月24日        | 42   | 「水増し伝票を作ったら金をやる」と云う約束は無効である     | 水野耳人 |
| 6月25日        | 43   | 金を貸したらどきどき催促しないと取れなくなる               | 吉田秀子 |
| 6月26日        | 44   | 泥酔した友達を置き去りにすると一年以上の懲役になる         | 吉田喜昭 |
| 6月27日        | 45   | 路上で乞食をするには警察の許可がいる                       | 松岡清治 |
| 6月30日        | 46   | 嫁入りしたくは相続分からさしひかれる                       | 辻真先   |
| 7月1日         | 47   | 夫が死んだら六ヶ月間は孤ケイを守らなければならない         | 小沢洋   |
| 7月2日         | 48   | なぐったら怪我をさせなくても賠償金を取られる               | 大町繁   |
| 7月3日         | 49   | 手のつけられないノイローゼには保佐人がつけられる           | 吉田喜昭 |
| 7月4日         | 50   | クビになった集金人に支払った金は有効である                 | 松岡清治 |
| 7月7日         | 51   | 20年間無断で使っていれば他人の土地でも自分のものといえる   | 水野耳人 |
| 7月8日         | 52   | 売れっ子のホステスを引き抜くと業務妨害罪になる             | 吉田喜昭 |
| 7月9日         | 53   | 夫婦は話し合いによっておだやかに離婚できる                 | 岡本欣三 |
| 7月10日        | 54   | タクシーが警笛で客を呼ぶと１万円以下の罰金になる           | 山崎晴哉 |
| 7月11日        | 55   | 自分より年上の者を養子にすることはできない                 | 小沢洋   |
| 7月14日        | 56   | 物はつかんでからでないと自分のものにならない               | 松元力   |
| 7月15日        | 57   | 中年すぎてから離婚するには500万円必要である                | 小沢洋   |
| 7月16日        | 58   | 飼犬の自由な恋愛は高くつく                                 | 水野耳人 |
| 7月17日        | 59   | 臨終のときは後述で遺言できる                               | 辻真先   |
| 7月18日        | 60   | 未婚の女性に「君に子供がある」と公言すれば名誉毀損になる   | 岡本欣三 |
| 7月21日        | 61   | 自分の土地だからといって勝手なことは許されない             | 伊東恒久 |
| 7月22日        | 62   | 夏休みには愛人とどこで過ごしてもよい                       | 松元力   |
| 7月23日        | 63   | 月賦で買った品物払い終わらないうちに売ったら横領罪になる   | 小沢洋   |
| 7月24日        | 64   | 盗んだ品物でも持っていれば自分の物と云える                 | 山崎晴哉 |
| 7月25日        | 65   | 友だちに春画を売りつけられたら猥褻文書頒布罪になる         | 大町繁   |
| 7月28日        | 66   | 小説家に見るに小説をかけと強制できない                     | 鈴木良武 |
| 7月29日        | 67   | 脱走のために肉体を提供すると賄賂になる                     | 小沢洋   |
| 7月30日        | 68   | 非行少年は相続人になれない                                 | 吉田喜昭 |
| 7月31日        | 69   | 犬を何匹乗せても定員オーバーではない                       | 吉田秀子 |
| 8月1日         | 70   | 女性の貞操を蹂躙すると高くつく                             | 伊東恒久 |
| 8月4日         | 71   | 自分の子をあとで「おれの子ではない」と云えない             | 松元力   |
| 8月5日         | 72   | いちど借りた家は永久に住むことができる                     | 山崎晴哉 |
| 8月6日         | 73   | 浪費癖があると準禁治産者と宣告される                       | 岡本欣三 |
| 8月7日         | 74   | 売った土地の面積が不足だと売買契約は破棄さえれる           | 伊東恒久 |
| 8月8日         | 75   | 「結婚しよう」「ええいいわ」では婚約にならない             | 大町繁   |
| 8月11日        | 76   | 夫の浮気に嫉妬した妻は包丁を振り廻しても離婚されない       | 山崎晴哉 |
| 8月12日        | 77   | 露天風呂に入浴中の女性の着物をかくしたら監禁罪になる       | 小沢洋   |
| 8月13日        | 78   | 赤ん坊をかえりみない母親は親の資格を失い                   | 吉田喜昭 |
| 8月14日        | 79   | 犯人に逃げろといっただけで懲役２年以下の刑になる           | 山崎晴哉 |
| 8月15日        | 80   | 警官の指示に従わない歩行者は１年以下の懲役になる           | 山崎晴哉 |
| 8月18日        | 81   | 他人の仕事場へ幽霊になって出ると業務妨害罪になる           | 吉田喜昭 |
| 8月19日        | 82   | 結婚するといって肉体を奪っても結婚詐欺にならない           | 松元力   |
| 8月20日        | 83   | 夫は同居している身内の生活費まで負担する必要なない         | 吉田秀子 |
| 8月21日        | 84   | なまけものの女房でも追い出すことはできない                 | 吉田喜昭 |
| 8月22日        | 85   | うっかり妊娠させてしまったら中絶手術を強要できない         | 小沢洋   |
| 8月25日        | 86   | どうしても欲しい土地は手付金を多く払うこと                 | 伊東恒久 |
| 8月26日        | 87   | 売れっ妓を駆け落ちさせると業務妨害罪になる                 | 吉田喜昭 |
| 8月27日        | 88   | 家の可否労働は月３万５千円以上に相当する                   | 松元力   |
| 8月28日        | 89   | 妻がうわごとでむかしの恋人の名を叫んだら離婚していい       | 小沢洋   |
| 8月29日        | 90   | 社員が会社に損害をかけても給料を差し押さられない           | 松元力   |
| 9月1日         | 91   | うっかり落書きすると器物破損罪になる                       | 松崎行雄 |
| 9月2日         | 92   | ボインが小さいからでは婚約破棄の理由にならない             | 吉田喜昭 |
| 9月3日         | 93   | 井戸端会議で他人の悪口を云うと３年以下の懲役になる         | 小沢洋   |
| 9月4日         | 94   | 女優にマジメにやれと強制することはむつかしい               | 伊東恒久 |
| 9月5日         | 95   | ボクシングの試合で相手が死んでも罪にはならない             | 橋本和久 |
| 9月8日         | 96   | アパートの借室人は２年ごとに権利を払わなくていい           | 小沢洋   |
| 9月9日         | 97   | 髪結の亭主はいつ離婚されても文句は云えない                 | 小沢洋   |
| 9月10日        | 98   | 贈与税を逃れるためには離婚すれば良い                       | 吉田秀子 |
| 9月11日        | 99   | 「おれの妻は男狂いしている」と公言しただけで離婚される     | 山崎晴哉 |
| 9月12日        | 100  | 枕絵を質に入れることはできない                             | 松岡清治 |
| 9月15日        | 101  | 酔って警官にからむと懲役３年以下になる                     | 橋本和久 |
| 9月16日        | 102  | 夫の浮気の相手を脅して金を受け取っても脅迫罪にはならない   | 松元力   |
| 9月17日        | 103  | 「入信しないと死ぬぞ」と云っても脅迫罪にはならない         | 吉田秀子 |
| 9月18日        | 104  | 他者の映画に出演したら違約金をとるという約束はできない     | 松元力   |
| 9月19日        | 105  | 人を集めてブルーフィルムを上映すると罰金または懲役刑になる | 松元力   |
| 9月22日        | 106  | 少女タレントの出演料は親が受け取ってはならない             | 吉田喜昭 |
| 9月23日        | 107  | 夫のためたバーのつけは妻が払わなくていい                   | 橋本和久 |
| 9月24日        | 108  | 妻が家を改築するために借金すれば夫にも返す責任がある       | 吉田秀子 |
| 9月25日        | 109  | 「処女」は「童貞」より高くつく                             | 橋本和久 |
| 9月26日        | 110  | 同時に二人の妻を持つと2年以下の懲役する                    | 伊東恒久 |

### 放送局
- 中京広域圏：名古屋放送（製作局）
- 北海道：札幌テレビ
- 関東広域圏：日本テレビ
- 近畿広域圏：よみうりテレビ
- 山形県：山形放送[6]
- 宮城県：仙台放送[7]
- 富山県：北日本放送（日曜 15:26 - 15:30に時差ネット）[8]
- 石川県：北陸放送（TBS系列。金曜 23：30 - 23:35に時差ネット）[9]
- 長崎県：テレビ長崎
- 広島県：広島テレビ（月曜〜金曜 12:55 - 13:00に遅れネット）
- 徳島県：四国放送
- 香川県：西日本放送
- 愛媛県：南海放送
- 福岡県：福岡放送
- 大分県：テレビ大分（1970年4月開局後に放送）
- 熊本県：熊本放送（TBS系列。1970年4月12日から1973年6月3日まで、日曜23時26分から23時30分まで放送していた。)[10]

ほか計23局ネット。

### 映像ソフト
- 全話のソフト化はされてないが、1999年にビーム・エンタテインメントから発売された「東京ムービー アニメ主題歌大全集」（VHS・LD）にはOPが収録されていた。しかし、2015年に東映ビデオから発売された「トムス・エンタテインメントTV主題歌大全集」（VOL.1 DVD）には未収録となった。